# William Lyon Mackenzie King
William Lyon Mackenzie King, noto semplicemente come Mackenzie King o WLMK (Berlin, Ontario, 17 dicembre 1874 – Chelsea, 22 luglio 1950), è stato un politico canadese.
Fu il decimo Primo ministro del Canada dal 29 dicembre 1921 al 28 giugno 1926, poi dal 25 settembre 1926 al 6 agosto 1930, poi dal 23 ottobre 1935 al 15 novembre 1948 per un terzo mandato, guidando il suo paese durante la seconda guerra mondiale.

## Biografia
Mackenzie King nacque nel 1874 a Berlin, Ontario da John King e Isabel Grace Mackenzie. La sua famiglia era di origini scozzesi e fortemente religiosa, e impartì a Mackenzie King il presbiterianesimo. Prese il nome dal nonno materno, il politico William Lyon Mackenzie, che fu una figura centrale nelle ribellioni canadesi del 1837-1838.
Fu eletto alla Camera dei comuni nel 1908, e nel 1909 divenne Ministro del lavoro, carica che ricoprì fino al 1911. In tale veste tentò di introdurre una legge per stabilire i turni di otto ore per i lavoratori federali, ma fu bocciata dal Senato. Seguì una rapida ascesa che lo portò nel 1919 alla guida del Partito Liberale e a capo dell'opposizione.
Guidò ininterrottamente sia il partito che il governo dal 1926 fino al 1930, quando fu sconfitto alle elezioni. Ritornò al governo nel 1935 e vi rimase fino al 1948, quando si ritirò per motivi di salute, mentre ancora ricopriva la carica di presidente del partito, oltre che quella di Primo Ministro canadese.